# Mieko Satō
Mieko Satō (佐藤実絵子, Satō Mieko) ou Koyoi Fūka (風香今宵, Fūka Koyoi), nom de scène utilisé par le passé, née le 24 juin 1986 dans la préfecture d'Aichi, au Japon, est une chanteuse, idole japonaise du groupe de J-pop SKE48.

## Biographie
Sato est membre de la 1re génération de SKE48. Elle est à ce jour la plus âgée des membres du groupe. Elle joint le groupe d’idols en 2008 et est initialement membre de la Team KII avant d'être admise bien plus à la Team S et en devient la co-capitaine.
Le 24 décembre 2014 au cours du live de la Team S, Sato annonce sa remise de diplôme qui aura lieu en mars 2015 en même temps sa collègue de la Team S Yūka Nakanishi. Sato a déclaré cette graduation comme positive. Elle ajoute vouloir se faire beaucoup de souvenirs jusqu’en mars.